# Spiradiclis coccinea
Spiradiclis coccinea är en måreväxtart som beskrevs av Hsien Shui Lo. Spiradiclis coccinea ingår i släktet Spiradiclis och familjen måreväxter. Inga underarter finns listade i Catalogue of Life.